# Маријана (име)
Маријана је женско име које води порекло из хебрејског језика и један је од облика имена Мирјам.

## Сродна имена
- Мара,
- Марица,
- Марина,
- Маринета,

## Варијације
-
-

## Имендани
- 10. април.
- 27. април.
- 30. април.
- 1. новембар.

## Познате личности
- Маријана (фр. Marianne), симбол Француске
- Маријана Фејтфул (енгл. Marianne Faithfull), енглеска певачица
- Мариана Кренчеј (мађ. Krencsey Marianne), мађарска глумица
- Маријана Нађ (мађ. Nagy Marianna), мађарска клизачица, европски шампион
- Маријана Мићић, српска водитељка и глумица.